# Displej

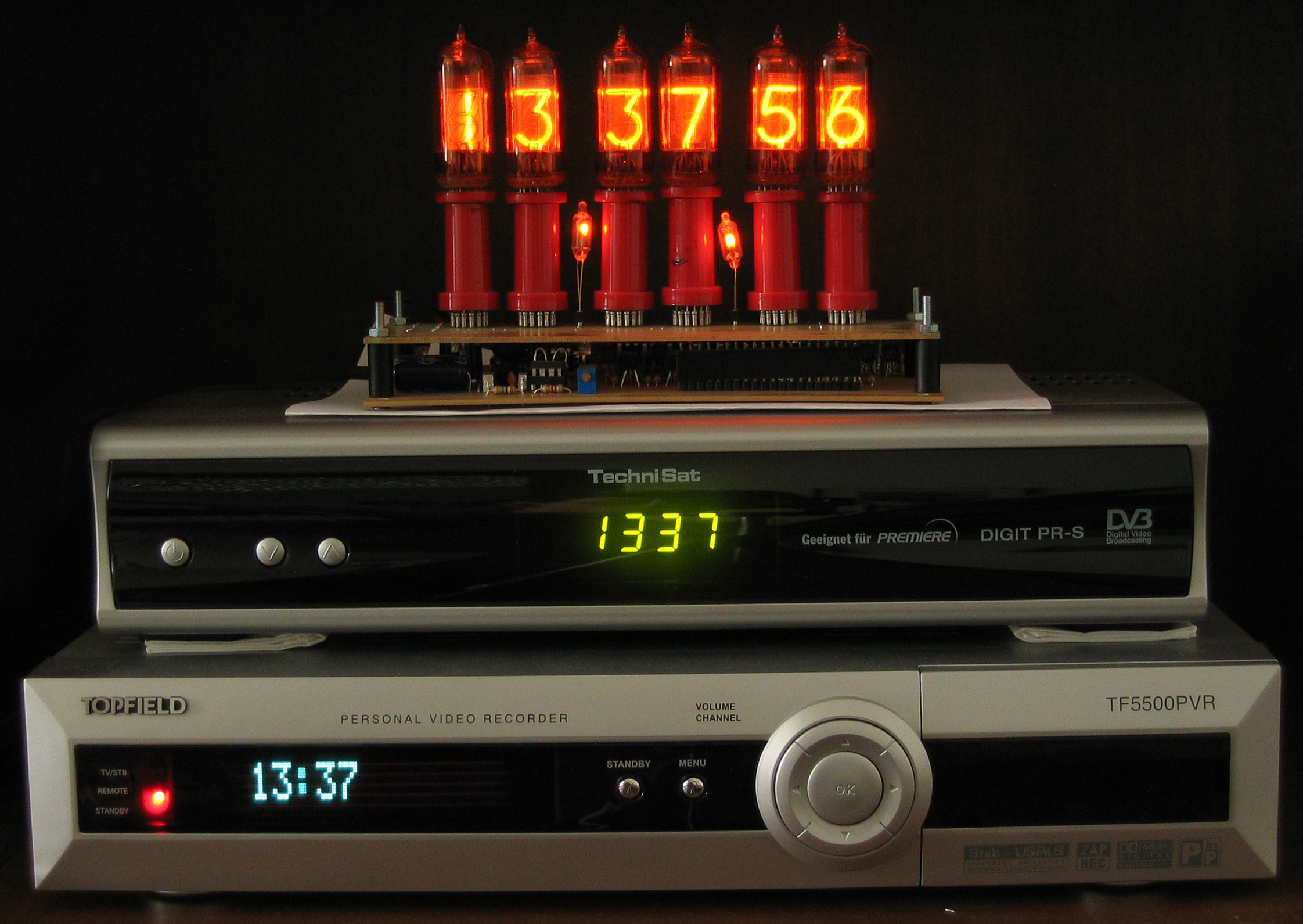
Digitron, LED displej ze svítivých diod a VF displej

Displej (anglicky display) je zařízení pro zobrazování informací jako je text nebo obraz v různé podobě. V elektronických přístrojích slouží k zobrazování různých údajů. Může jít o elektronický displej. V informatice se displeje používají pro konstrukci terminálů.

## Historie

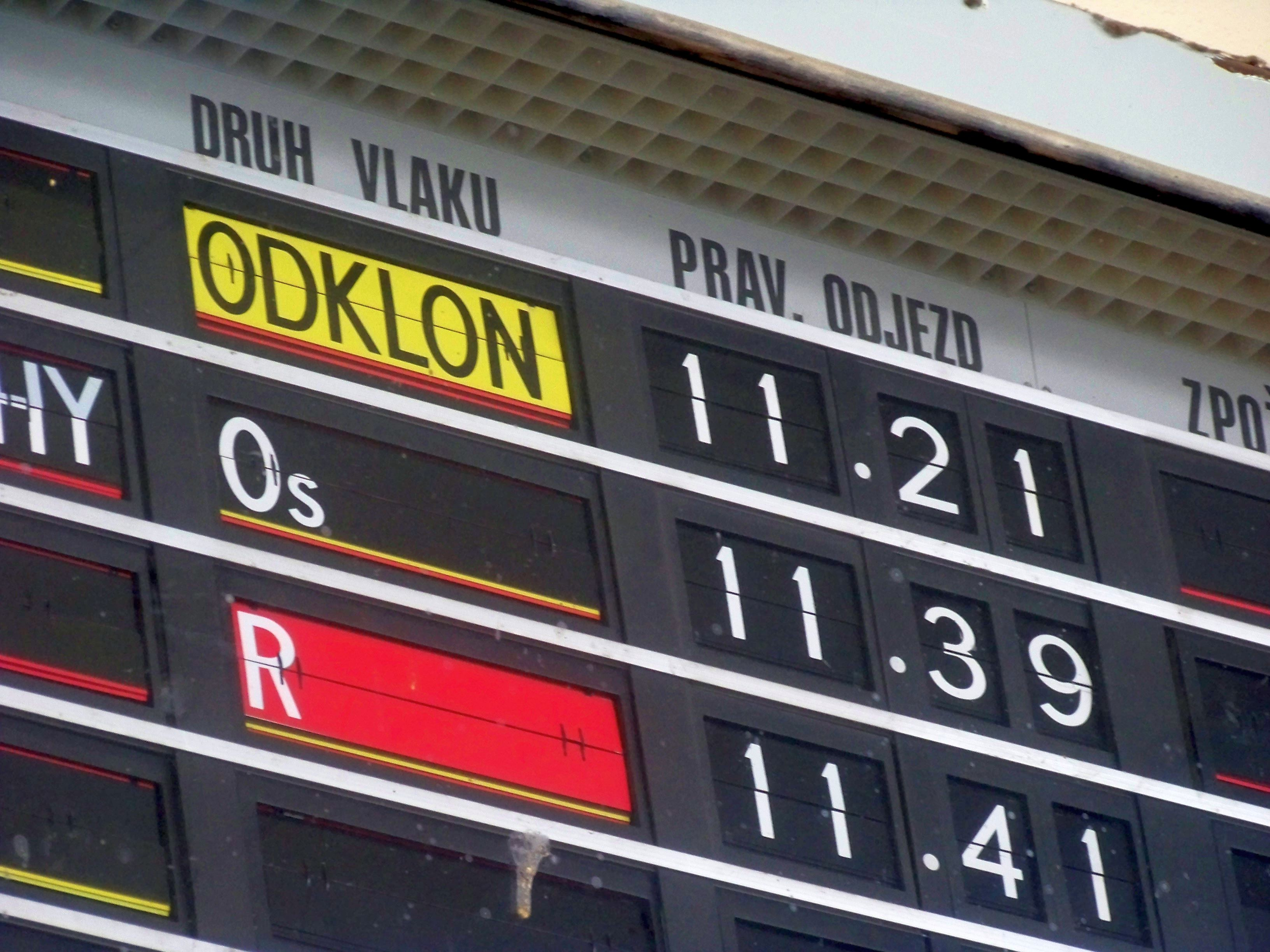
Displej Pragotron z listových překlápěcích jednotek

První dálkově či automaticky ovládané displeje byly tvořeny otočnými listy, přičemž na jednotlivých listech mohly být jak jednotlivé znaky (číslice, písmena), tak i celá slova či víceslovné informace. Například v České republice byly na tomto principu založeny informační tabule odjezdů či příjezdů vlaků na nádražích, dodávané podnikem Pragotron. Princip byl využíván i například na různých hodinách (například v pražském metru, ale leckdy i na pouličních či nástěnných hodinách či na budících), jako signalizace obsazenosti parkoviště, na čelních displejích původní verze tramvají Tatra KT8D5 atd. V angličtině bývá označován jako split-flap display, v češtině byl nejčastěji označován podle názvu výrobce jako pragotron, oficiální název výrobku v nabídce výrobce byl „listové překlápěcí jednotky“. Výhodou je dobrá čitelnost textu (který býval přisvícen zpravidla zářivkou) a možnost využití libovolných barevných kombinací i grafických prvků, nevýhodou omezený počet zobrazitelných údajů a nutnost mechanického zásahu pro zařazení nové možnosti (např. nové cílové stanice).

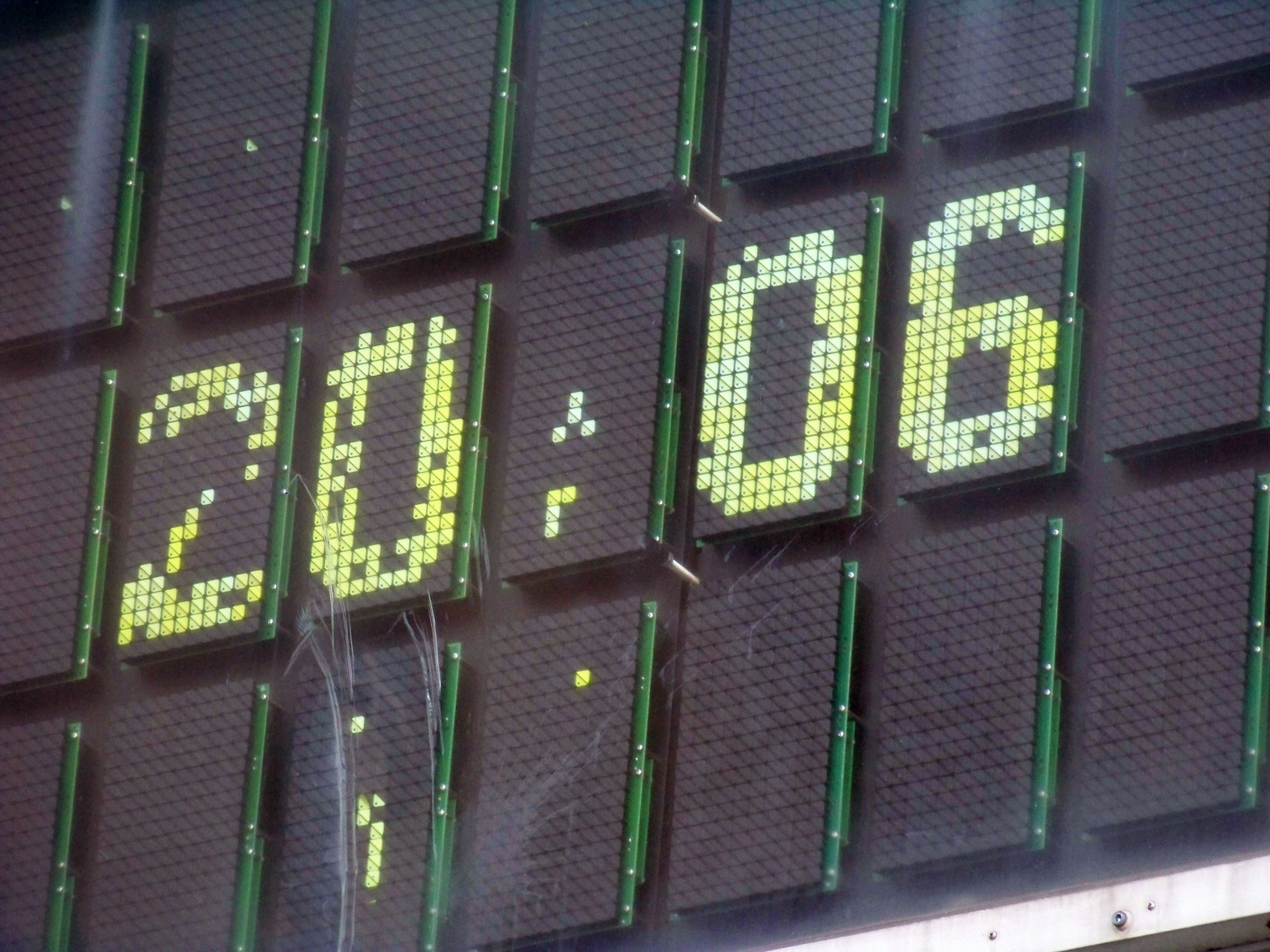
Čas zobrazený otočnými bodovými disky na silniční informační tabuli, s vadně natočenými body

Novější generace elektromechanických displejů je založena na bodech tvořených otočnými dvoupolohovými disky, které jsou ovládány elektromagneticky nebo servomotorky a v některých verzích navíc osvíceny LED diodami. Systém je označován například jako DOT (či LED-DOT) displej, v angličtině jako flip-disc nebo flip-dot display. V České republice byl tento systém známý zejména z autobusů Karosa dodávaných s vnějšími ukazateli směru DOT-LED od firmy BUSE Blansko, ale také na nejstarších typech dálkově ovládaných silničních informačních tabulích. Ve druhé polovině prvního desetiletí začal být vytlačován LED a LCD displeji, avšak Dopravní podnik hlavního města Prahy jej ještě v letech 2010 a 2011 začal používat pro on-line zobrazování odjezdů na tramvajových zastávkách, přičemž jedním z hlavních důvodů pro volbu tohoto systému byla nízká spotřeba elektrické energie, kterou displej spotřebovává pouze pro změnu údajů, zatímco za dne ji nepotřebuje k samotnému zobrazení údajů. Poměrně často závadou je nefunkčnost některých bodových disků či zpoždění při jejich otáčení. V souvislosti s pražskými zastávkami byl tento displej označován termínem lístečkový systém. V USA a v Kanadě se používaly také tzv. vane displays, které zobrazovaly číslice sedmisegmentovým systémem obvyklým u LED a LCD displejů, avšak jednotlivé segmenty jsou tvořeny otočnými listy. Tyto displeje se používaly například k zobrazení času, sportovního skóre, cen apod.
První elektronické displeje bez mechanické části byly velmi jednoduché, text nebo číslice byly sestaveny z několika výbojek (na principu doutnavky). Pro každé číslo byla k dispozici příslušně tvarovaná výbojka a všechny byly umístěny za sebou v jednom průhledném pouzdru. Podle potřeby se jednotlivé výbojky rozsvěcovaly a vytvářely tak svítící čísla (podle toho nesou název digitron). Jejich nevýhodou byla relativně vysoká spotřeba (řádově miliampéry, což znamenalo velmi krátkou životnost baterií v kalkulačce), potřeba vysokého napětí (100–200 voltů) a fakt, že jednotlivé číslice byly v nestejné vzdálenosti od pozorovatele.
Digitrony byly nahrazeny znakovými LED displeji, které využívají segmenty sestavené ze světlo emitujících diod (stále s poměrně velkou spotřebou proudu).

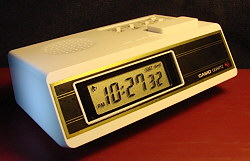
Budík s monochromatickým LCD displejem, čísla jsou složena ze segmentů

Po LED displejích se začaly používat displeje z tekutých krystalů (LCD), které měly výrazně nižší spotřebu proudu. Monochromatické LCD displeje při rozumném vnějším osvětlení nevyžadovaly ani podsvícení (využívaly za displej umístěnou světlo odrazivou plochu, která využívá přirozené přední osvětlení). Nejjednodušší LCD displeje zobrazují monochromaticky několik předem připravených segmentů (segment buď světlo propouští, nebo je-li aktivní pohlcuje, případně někdy opačně), ze kterých jsou složeny zobrazované symboly. Pokročilejší LCD displeje využívají matici bodů (pixelů, tzv. rastrová grafika). Především díky velmi nízkému příkonu se používají dodnes v digitálních hodinách a kalkulačkách.
Barevný LCD displej má vyšší potřebu světla a také sám o sobě nesvítí. Proto vyžaduje podsvícení dodatečným zdrojem světla ze zadní strany. Barevné LCD displeje se využívají pro televize a počítače, kde nahradily vakuové CRT obrazovky. První barevné LCD displeje byly typu DSTN, dnes se používá téměř výhradně technologie TFT a plazmový displej.
Nejnovější barevné displeje používají technologii OLED, kde je displej složen ze svítivých diod. Někdy se u LCD displejů používá LED-podsvícení a tyto se někdy nesprávně považují za OLED.